# Knud Fabricius
Knud Frederik Krog Fabricius, född den 13 augusti 1875 i Aarhus, död den 30 juni 1967, var en dansk historiker, son till Adam Fabricius.
Fabricius blev 1906 filosofie doktor, 1909 underarkivarie i Riksarkivet, 1916 professor i historia vid Köpenhamns universitet och 1918 inspektor (provst) vid Regensen. Han var ledamot av Det kongelige danske selskab for fædrelandets historie og sprog. 
Bland Fabricius skrifter märks En nordisk lensmands liv i det 15:e århundrede (i "Historisk Tidskrift", 1904), Gotlændske forhold under Iver Akselsøn Tot (i "Antikvarisk tidskrift", 1905), Skaanes overgang fra Danmark til Sverige (4 band, 1906–1958), Griffenfeld (1910), Kongeloven (1920) och Kollegistyrets gennembrud og sejr 1660–1680 (i "Den danske centraladministration", 1921). 
Fabricius reviderade dessutom och fortsatte till 1900-talets början sin fars "Illustreret Danmarks historie for folket" (2 band, 1914–15) samt utgav tillsammans med L.F. la Cour Danske stormænd (1912). I dansk "Historisk Tidsskrift", "Danske magazin" med flera tidskrifter publicerade han  uppsatser och utgav källskrifter till dansk historia samt utgav band 3 av Troels Lunds "Bakkehus og Solbjerg" (1922). 
I "Dansk historisk fællesforening" verkade Fabricius som sekreterare och redaktör av "Fortid og nutid" 1914–1919, senare som ordförande. Han var livligt skandinaviskt intresserad och spelade en ledande roll vid flera nordiska studentmöten.

## Utmärkelser
- Riddare av Dannebrogorden,  1923[4]
- Dannebrogsmännens hederstecken,  1934[4]
- Kommendör av Dannebrogorden,  1947[4]

[Redigera Wikidata]